# آنتونیو دل پولایولو
آنتونیو دل پولایولو (ایتالیایی: Antonio del Pollaiolo; حدود. ۱۷ ژانویه ۱۴۲۹ یا ۱۴۳۳ – ۴ فوریه ۱۴۹۸) نقاش، مجسمه‌ساز، حکاک و زرگر دوره رنسانس ایتالیا بود. از آثار مشهورش حکاکی نبرد برهنگان را می‌توان نام برد.

## نگارخانه

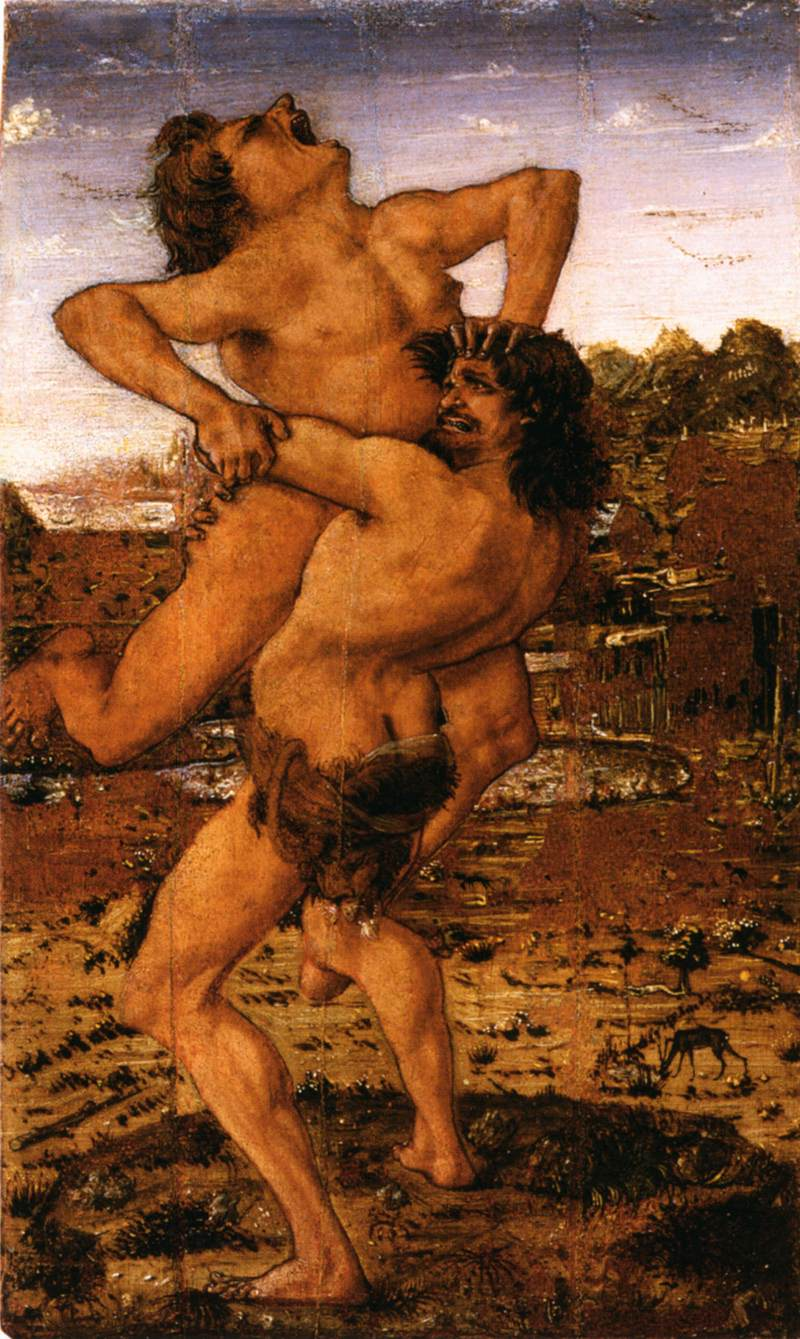
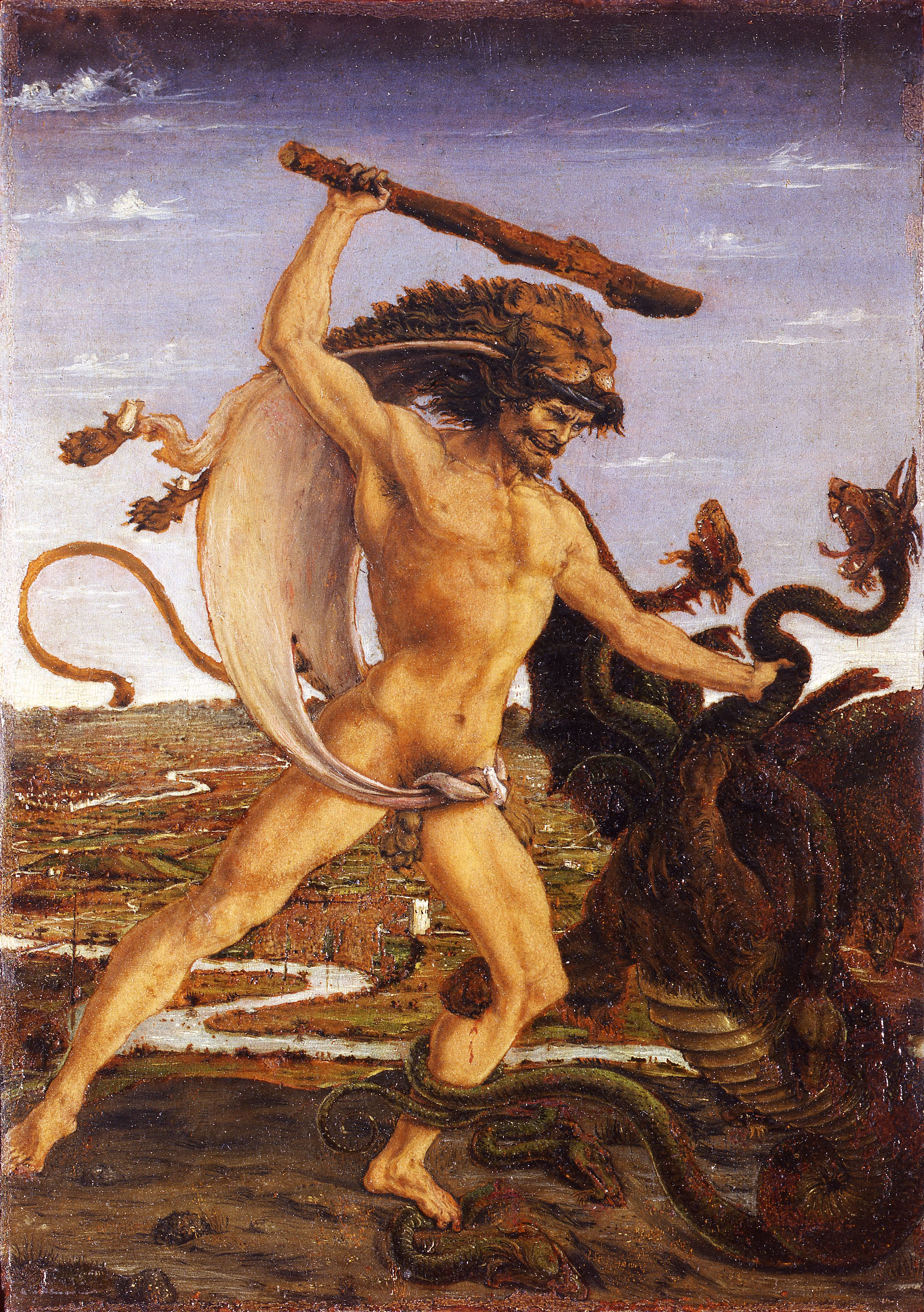
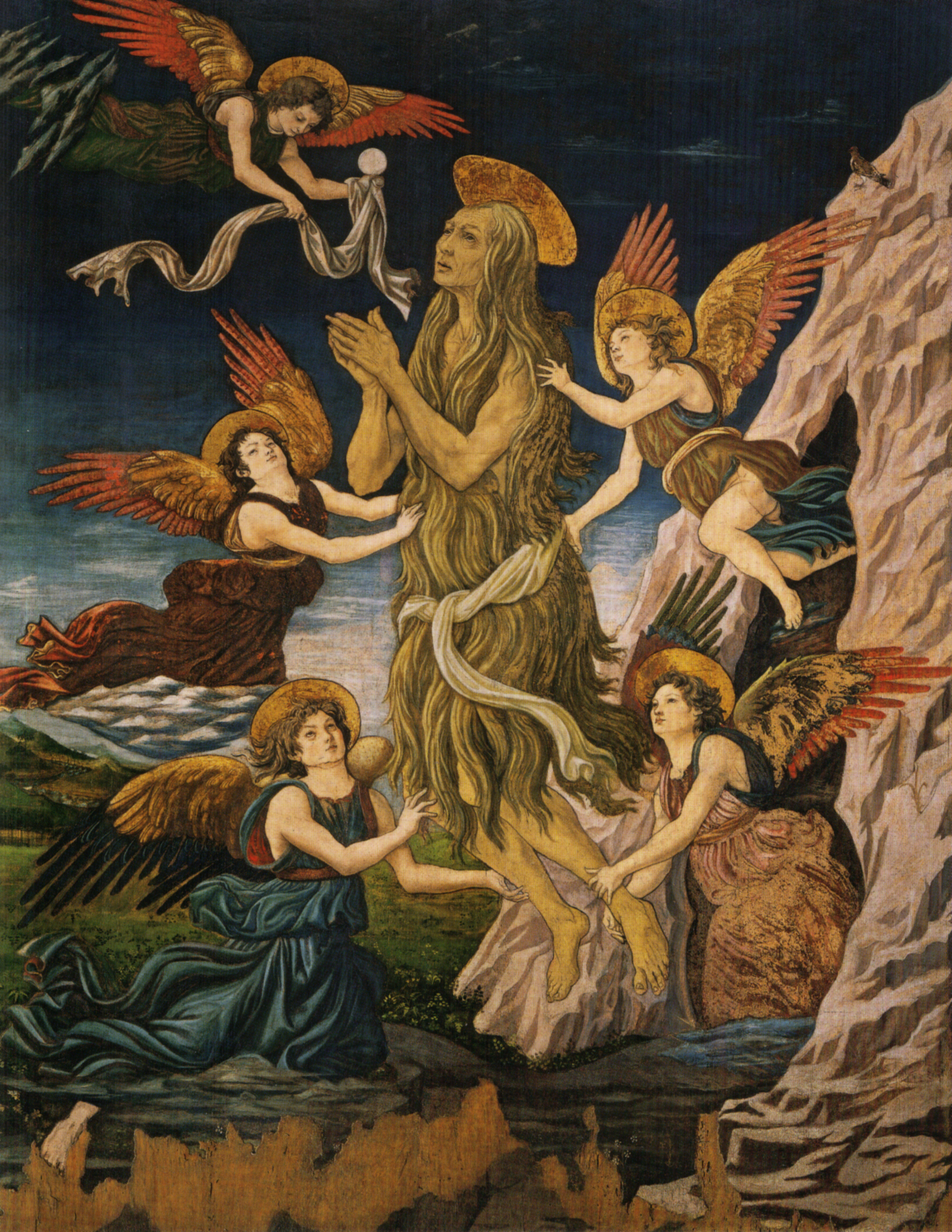
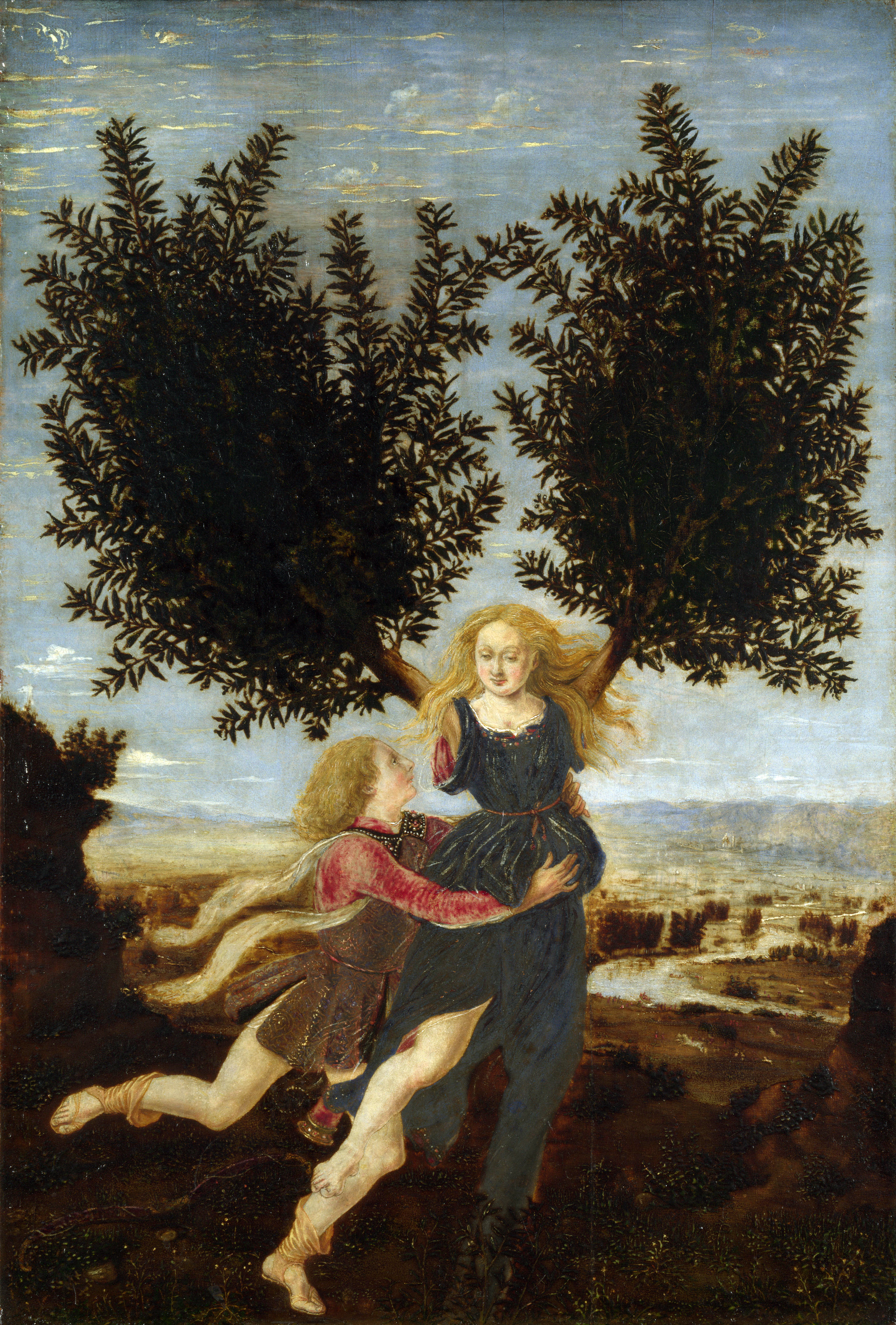
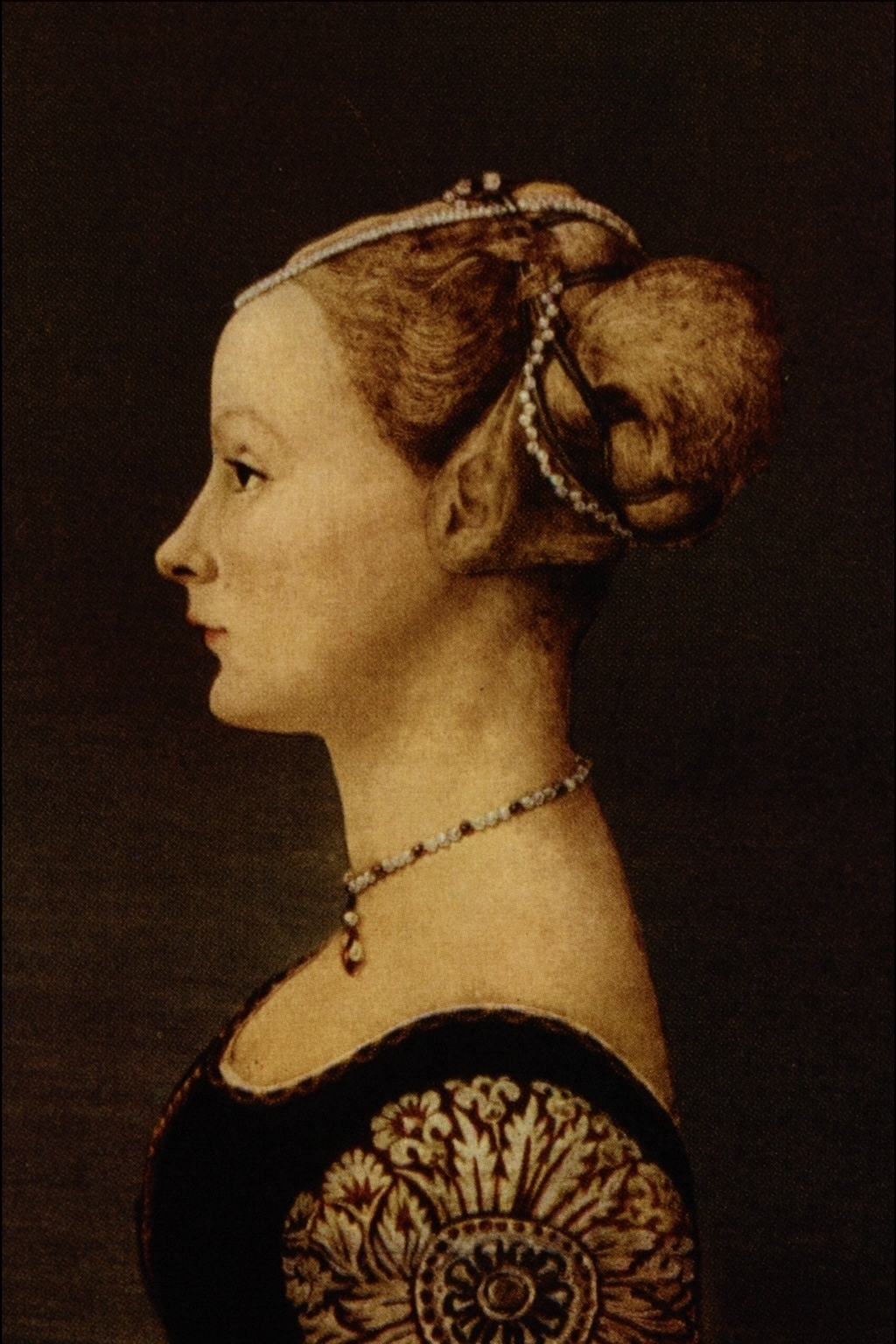